# Adrian Avrămia
Adrian Avrămia (n. 31 ianuarie 1992, Fălticeni, Suceava, România) este un fotbalist român aflat sub contract cu formația din SuperLiga României, Politehnica Iași, evoluând pe postul de fundaș central / dreapta.

## Cariera de club

### Politehnica Iași
Avrămia a evoluat pentru toate echipele de juniori de la Politehnica Iași până în 2010.

### CSMS Iași
În vara lui 2010 se transferă la noul club CSMS Iași, care evolua atunci în Liga a II-a, alături de Andrei Herghelegiu. Jucând în cea de-a doua divizie a fotbalului românesc a avut mai multe șanse de a-și pune calitățile în evidență, debutând ca senior în sezonul 2010-2011.
În septembrie 2011 suferă o accidentare la menisc care a necesitat o operație, ceea ce l-a scos din schemă pentru restul sezonului 2011-2012.
După recuperare, Avrămia debutează în Liga I în sezonul 2012-2013.

### Universitatea Craiova
La începutul sezonului 2014-2015, Avrămia semnează cu echipa din Craiova, Universitatea.

### Rapid București
După un singur sezon petrecut la Universitatea Craiova, Avrămia semnează cu echipa de Liga a II-a, Rapid.

## Cariera internațională
Avrămia a evoluat pentru echipa națională de fotbal a României Under-19 în turneul organizat de FIFA chiar în România pentru jucătorii sub 19 ani. În 2012 debutează la echipa națională de fotbal a României Under-21 unde evoluează timp de doi ani, până în 2014.